# Rochau
Rochau är en kommun och ort i Landkreis Stendal i förbundslandet Sachsen-Anhalt i Tyskland.
Den tidigare kommunen Klein Schwechten uppgick i Rochau den 1 januari 2011.
Kommunen ingår i förvaltningsgemenskapen Arneburg-Goldbeck tillsammans med kommunerna Arneburg, Eichstedt, Goldbeck, Hassel, Hohenberg-Krusemark, Iden och Werben (Elbe).